# Papa mama
Papa mama is een lied van de Nederlandse zangeres Danique. Het werd in 2022 als single uitgebracht.

## Achtergrond
Papa mama is geschreven door Airto Edmundo Nicolaas, Danique Lois Robijns, Jara Narayan de Werd, Simon Kempner en Eric Brugmans en geproduceerd door De Werd. Het is een lied uit de genres nederpop en softrock. In het lied bezingt de zangeres hoe zij om is gegaan met haar thuissituatie en hoe ze met haar gevoelens om is gegaan. De thuissituatie van de zangeres was dat zij een zieke zus had, en dat haar ouders hier erg veel moeite mee hadden. Ook de moeder werd ziek, maar de zangeres vertelde in een interview dat deze weer hersteld was. Het nummer was al drie jaar voordat het werd uitgebracht geschreven, maar Danique wilde het nog niet uitbrengen. Toen ze het drie jaar later opnam, kwamen verschillende emoties eruit. Dit moment had de zangeres opgenomen en geplaatst op mediaplatform TikTok. Hier ging de video viraal, waarna de single ook veel geluisterd werd. De zangeres was bang over hoe haar ouders zouden reageren op het lied, maar het bleek dat de ouders blij en enthousiast waren over het lied.

## Hitnoteringen
De zangeres had bescheiden succes met het lied in Nederland. Het piekte op de 53e plaats van de Single Top 100 en stond vier weken in deze hitlijst. De Top 40 werd niet bereikt; het lied bleef steken op de negende plaats van de Tipparade. 